# Manomera blatchleyi
Manomera blatchleyi är en insektsart. Manomera blatchleyi ingår i släktet Manomera och familjen Diapheromeridae.

## Underarter
Arten delas in i följande underarter:
- M. b. blatchleyi
- M. b. atlantica